# Seznam hitrih vlakov
Seznam hitrih vlakov vsebuje vlake, ki imajo potovalno hitrost vsaj 200 km/h. Seznam ne vsebuje maglevov in prototipov
| Ime                            | Operater                                                                               | Družina          | Proizvajelec                                              | Komercialna hitrost | Nacrtovana hitrost | Datum vstopa v uporabo    | Rekordna hitrost |  |
| ------------------------------ | -------------------------------------------------------------------------------------- | ---------------- | --------------------------------------------------------- | ------------------- | ------------------ | ------------------------- | ---------------- |  |
| Acela Express                  | Amtrak                                                                                 | Na osnovi TGV    | Alstom Bombardier                                         | 240 km/h            | 266 km/h           | 2000                      |                  |  |
| Afrosiyob                      | Uzbekistan Railways                                                                    | Talgo 250        | Talgo                                                     | 250 km/h            | 250 km/h           | 2011                      | 255 km/h         |  |
| Alfa Pendular                  | CP                                                                                     | Pendolino        | Fiat Ferroviaria Siemens Sorefame                         | 220 km/h            | 220 km/h           | 1999                      | 236,6 km/h       |  |
| Alvia Class 120                | RENFE                                                                                  |                  | CAF Alstom                                                | 250 km/h            | 250 km/h           | 2004                      |                  |  |
| Alvia Class 130 Variable gauge | RENFE                                                                                  | Talgo 250        | Talgo Bombardier                                          | 250 km/h            | 250 km/h           | 2007                      |                  |  |
| Avant Class 104                | RENFE                                                                                  | Pendolino        | Alstom CAF                                                | 250 km/h            | 250 km/h           | 2003                      |                  |  |
| Avant Class 114                | RENFE                                                                                  | New Pendolino    | Alstom CAF                                                | 250 km/h            | 250 km/h           | 2009                      |                  |  |
| AVE Class 100                  | RENFE                                                                                  | TGV              | Alstom CAF                                                | 300 km/h            | 300 km/h           | 1992                      | 357 km/h         |  |
| AVE Class 102                  | RENFE                                                                                  | Talgo 350        | Talgo Bombardier                                          | 300 km/h            | 330 km/h           | 2005                      | 365 km/h         |  |
| AVE Class 103                  | RENFE                                                                                  | Siemens Velaro   | Siemens                                                   | 310 km/h            | 350 km/h           | 2006                      | 403,7 km/h       |  |
| Avril Variable gauge           | RENFE                                                                                  | Avril            | Talgo                                                     | -                   | 380 km/h           | 2015                      |                  |  |
| BR Class 43 (InterCity 125)    | CrossCountry East Coast East Midlands Trains First Great Western Grand Central Railway | HST              | BREL                                                      | 200 km/h            | 200 km/h           | 1976                      | 238 km/h         |  |
| BR Class 91 (InterCity 225)    | East Coast                                                                             | APT              | BREL Alstom                                               | 200 km/h            | 225 km/h           | 1988                      | 262 km/h         |  |
| BR Class 180                   | First Great Western First Hull Trains Grand Central Railway                            | Coradia          | Alstom                                                    | 200 km/h            | 200 km/h           | 2002                      |                  |  |
| BR Class 220                   | CrossCountry                                                                           | Voyager          | Bombardier                                                | 200 km/h            | 200 km/h           | 2001                      |                  |  |
| BR Class 221                   | CrossCountry Virgin Trains                                                             | Voyager          | Bombardier                                                | 200 km/h            | 200 km/h           | 2002                      |                  |  |
| BR Class 222                   | East Midlands Trains                                                                   | Voyager          | Bombardier                                                | 200 km/h            | 200 km/h           | 2004                      |                  |  |
| BR Class 390                   | Virgin Trains                                                                          | Pendolino        | Alstom                                                    | 200 km/h            | 225 km/h           | 2002                      |                  |  |
| BR Class 395                   | Southeastern                                                                           | A-Train          | Hitachi                                                   | 225 km/h            | 225 km/h           | 2009                      | 252 km/h         |  |
| CRH1A & CRH1B                  | China Railway Corporation                                                              | Regina           | Bombardier Sifang                                         | 250 km/h            | 250 km/h           | 2007                      | 278 km/h         |  |
| CRH1E                          | China Railway Corporation                                                              | Zefiro           | Bombardier Sifang                                         | 250 km/h            | 250 km/h           | 2009                      |                  |  |
| CRH2A, CRH2B & CRH2E           | China Railway Corporation                                                              | Šinkansen        | Kawasaki Sifang                                           | 250 km/h            | 250 km/h           | 2007                      |                  |  |
| CRH2C                          | China Railway Corporation                                                              | Šinkansen        | Sifang                                                    | 300 km/h            | 350 km/h           | 2008                      |                  |  |
| CRH3C                          | China Railway Corporation                                                              | Siemens Velaro   | Siemens Tangshan Changchun                                | 300 km/h            | 350 km/h           | 2008                      | 394.2 km/h       |  |
| CRH5                           | China Railway Corporation                                                              | New Pendolino    | Alstom Changchun                                          | 250 km/h            | 250 km/h           | 2007                      |                  |  |
| CRH380A & AL                   | China Railway Corporation                                                              | Šinkansen        | Sifang                                                    | 300 km/h            | 380 km/h           | 2010                      | 486,1 km/h       |  |
| CRH380B, BL & CL               | China Railway Corporation                                                              | Siemens Velaro   | Siemens Tangshan Changchun                                | 300 km/h            | 380 km/h           | 2011                      | 487,3 km/h       |  |
| CRH380D & DL                   | China Railway Corporation                                                              | Zefiro           | Bombardier Sifang                                         | 300 km/h            | 380 km/h           | 2012                      | 483 km/h         |  |
| ED250                          | PKP Intercity                                                                          | New Pendolino    | Alstom                                                    | 200 km/h            | 250 km/h           | 2014                      | 293 km/h         |  |
| ETR 450                        | Trenitalia                                                                             | Pendolino        | Fiat Ferroviaria                                          | 200 km/h            | 280 km/h           | 1988-2015 (izven uporabe) |                  |  |
| ETR 460                        | Trenitalia                                                                             | Pendolino        | Fiat Ferroviaria                                          | 250 km/h            | 250 km/h           | 1994                      |                  |  |
| ETR 470                        | Trenitalia                                                                             | Pendolino        | Fiat Ferroviaria                                          | 200 km/h            | 200 km/h           | 1997                      |                  |  |
| ETR 480                        | Trenitalia                                                                             | Pendolino        | Fiat Ferroviaria                                          | 250 km/h            | 250 km/h           | 1997                      |                  |  |
| ETR 500                        | Trenitalia                                                                             |                  | Alstom Bombardier AnsaldoBreda                            | 300 km/h            | 300 km/h           | 2000                      | 362 km/h         |  |
| ETR 575                        | NTV .Italo                                                                             | AGV              | Alstom                                                    | 300 km/h            | 360 km/h           | 2012                      |                  |  |
| ETR 600                        | Trenitalia                                                                             | New Pendolino    | Alstom                                                    | 250 km/h            | 250 km/h           | 2008                      |                  |  |
| ETR 610                        | Trenitalia SBB                                                                         | New Pendolino    | Alstom                                                    | 250 km/h            | 250 km/h           | 2008                      | 293 km/h         |  |
| ETR 1000                       | Trenitalia                                                                             | Zefiro           | Bombardier AnsaldoBreda                                   | 300 km/h            | 400 km/h           | 2015                      | 393,8 km/h       |  |
| Eurostar                       | Eurostar                                                                               | TGV              | Alstom                                                    | 300 km/h            | 300 km/h           | 1993                      | 334.7 km/h       |  |
| Eurostar e320                  | Eurostar                                                                               | Siemens Velaro   | Siemens                                                   | 320 km/h            | 320 km/h           | 2015                      |                  |  |
| IC4                            | DSB                                                                                    |                  | AnsaldoBreda                                              | 200 km/h            | 200 km/h           | 2007                      |                  |  |
| ICE 1                          | DB                                                                                     | ICE              | Siemens, ABB, AEG, Krauss-Maffei, Krupp, Thyssen-Henschel | 280 km/h            | 280 km/h           | 1991                      | 310 km/h         |  |
| ICE 2                          | DB                                                                                     | ICE              | Siemens Adtranz                                           | 280 km/h            | 280 km/h           | 1996                      | 316 km/h         |  |
| ICE 3 Class 403, 406           | DB NS                                                                                  | Siemens Velaro   | Siemens Bombardier                                        | 320 km/h            | 330 km/h           | 2000                      | 368 km/h         |  |
| ICE 3 Class 407                | DB                                                                                     | Siemens Velaro   | Siemens                                                   | 320 km/h            | 320 km/h           | 2013                      |                  |  |
| ICE T                          | DB ÖBB                                                                                 | Siemens Venturio | Siemens DÜWAG Fiat Ferroviaria                            | 230 km/h            | 230 km/h           | 2005                      | 255 km/h         |  |
| ICE TD                         | DB DSB                                                                                 | Siemens Venturio | Siemens DÜWAG Fiat Ferroviaria                            | 200 km/h            | 200 km/h           | 2001                      | 222 km/h         |  |
| KTX-I                          | Korail                                                                                 | TGV-derived      | Alstom Hyundai Rotem                                      | 305 km/h            | 330 km/h           | 2004                      |                  |  |
| KTX-Sancheon                   | Korail                                                                                 |                  | Hyundai Rotem                                             | 305 km/h            | 330 km/h           | 2010                      |                  |  |
| KTX-III                        | Korail                                                                                 |                  | Hyundai Rotem                                             | -                   | 370 km/h           | 2015                      |                  |  |
| GMB Class 71                   | Flytoget                                                                               | X 2000           | Adtranz Strømmens                                         | 210 km/h            | 210 km/h           | 1998                      |                  |  |
| NSB Class 73                   | NSB                                                                                    | X 2000           | Adtranz Strømmens                                         | 210 km/h            | 210 km/h           | 1999                      |                  |  |
| RABDe 500                      | SBB                                                                                    | ICN              | Alstom Bombardier                                         | 200 km/h            | 200 km/h           | 2000                      |                  |  |
| Railjet                        | ÖBB Predloga:Podatki države Czech ČD                                                   | Taurus           | Siemens                                                   | 230 km/h            | 230 km/h           | 2008                      | 275 km/h         |  |
| Sapsan (EVS1/EVS2)             | RZD                                                                                    | Siemens Velaro   | Siemens                                                   | 250 km/h            | 350 km/h           | 2009                      | 290 km/h         |  |
| 500 Series Šinkansen           | JR West                                                                                | Šinkansen        | Hitachi Kawasaki Kinki Sharyo Nippon Sharyo               | 300 km/h            | 320 km/h           | 1997                      |                  |  |
| 700 Series Šinkansen           | JR Central JR West                                                                     | Šinkansen        | Hitachi Kawasaki Kinki Sharyo Nippon Sharyo               | 285 km/h            | 285 km/h           | 1999                      |                  |  |
| N700 Series Šinkansen          | JR Central JR Kyushu JR West                                                           | Šinkansen        | Hitachi Kawasaki Kinki Sharyo Nippon Sharyo               | 300 km/h            | 330 km/h           | 2007                      | 332 km/h         |  |
| 800 Series Šinkansen           | JR Kyushu                                                                              | Šinkansen        | Hitachi                                                   | 260 km/h            | 285 km/h           | 2004                      |                  |  |
| E2 Series Šinkansen            | JR East                                                                                | Šinkansen        | Hitachi Kawasaki Nippon Sharyo Tokyu Car                  | 275 km/h            | 275 km/h           | 1997                      | 362 km/h         |  |
| E3 Series Šinkansen            | JR East                                                                                | Šinkansen        | Kawasaki Tokyu Car                                        | 275 km/h            | 275 km/h           | 1997                      |                  |  |
| E4 Series Šinkansen            | JR East                                                                                | Šinkansen        | Hitachi Kawasaki                                          | 240 km/h            | 240 km/h           | 1997                      |                  |  |
| E5 Series Shinkansen           | JR East                                                                                | Šinkansen        | Hitachi Kawasaki                                          | 320 km/h            | 320 km/h           | 2011                      |                  |  |
| H5 Series Shinkansen           | JR Hokkaido                                                                            | Šinkansen        | Hitachi Kawasaki                                          | -                   | 320 km/h           | 2016                      |                  |  |
| E6 Series Shinkansen           | JR East                                                                                | Šinkansen        | Hitachi Kawasaki                                          | 320 km/h            | 320 km/h           | 2013                      |                  |  |
| E7 Series Shinkansen           | JR East                                                                                | Šinkansen        | Hitachi Kawasaki J-TREC                                   | 260 km/h            | 275 km/h           | 2014                      |                  |  |
| W7 Series Shinkansen           | JR West                                                                                | Šinkansen        | Hitachi Kawasaki Kinki Sharyo                             | -                   | 275 km/h           | 2015                      |                  |  |
| Sm3                            | VR Group                                                                               | Pendolino        | FIAT Ferroviaria Rautaruukki Transtech                    | 220 km/h            | 220 km/h           | 1995                      | 242 km/h         |  |
| Sm6                            | Karelian Trains                                                                        | Pendolino        | Alstom                                                    | 220 km/h            | 220 km/h           | 2010                      |                  |  |
| TCDD HT65000                   | TCDD                                                                                   |                  | CAF                                                       | 250 km/h            | 250 km/h           | 2009                      |                  |  |
| TGV Sud-Est                    | SNCF                                                                                   | TGV              | Alstom                                                    | 300 km/h            | 300 km/h           | 1981                      | 380 km/h         |  |
| TGV Atlantique                 | SNCF                                                                                   | TGV              | Alstom                                                    | 300 km/h            | 300 km/h           | 1989                      | 515.3 km/h       |  |
| TGV Réseau                     | SNCF                                                                                   | TGV              | Alstom                                                    | 320 km/h            | 320 km/h           | 1993                      |                  |  |
| TGV Duplex                     | SNCF                                                                                   | TGV              | Alstom                                                    | 320 km/h            | 320 km/h           | 1995                      |                  |  |
| TGV POS                        | SNCF                                                                                   | TGV              | Alstom                                                    | 320 km/h            | 320 km/h           | 2006                      | 574.8 km/h       |  |
| Thalys PBA                     | Thalys                                                                                 | TGV              | Alstom                                                    | 320 km/h            | 320 km/h           | 1996                      |                  |  |
| Thalys PBKA                    | Thalys                                                                                 | TGV              | Alstom                                                    | 300 km/h            | 320 km/h           | 1997                      |                  |  |
| THSR 700T                      | THSR                                                                                   | Shinkansen       | Hitachi Kawasaki Nippon Sharyo                            | 300 km/h            | 300 km/h           | 2007                      |                  |  |
| X2                             | SJ                                                                                     | X 2000           | Adtranz ABB                                               | 200 km/h            | 210 km/h           | 1989                      | 276 km/h         |  |
| X3                             | Arlanda Express                                                                        | Coradia          | Alstom                                                    | 205 km/h            | 205 km/h           | 1998                      |                  |  |
| X40                            | SJ                                                                                     | Coradia          | Alstom                                                    | 200 km/h            | 200 km/h           | 2006                      |                  |  |
| X50 - 55                       | SJ Tågkompaniet Västtrafik Veolia Transport Upplands Lokaltrafik                       | Regina           | Bombardier                                                | 200 km/h            | 200 km/h           | 2000                      | 303 km/h         |  |
| Z-TER                          | SNCF                                                                                   |                  | Alstom Bombardier                                         | 200 km/h            | 200 km/h           | 2003                      |                  |  |

| Ime                   | Operater               | Družina    | Proizvajelec                                              | Komercialna hitrost | Nacrtovana hitrost | Uporaba: vstop in izhod | Rekordna hitrost |  |
| --------------------- | ---------------------- | ---------- | --------------------------------------------------------- | ------------------- | ------------------ | ----------------------- | ---------------- |  |
| BR Class 370          | InterCity              | APT        | BREL                                                      | 200 km/h            | 250 km/h           | 1980-1986               | 261 km/h         |  |
| ER200                 | RZD                    |            | RVR                                                       | 200 km/h            | 200 km/h           | 1984-2009               | 220 km/h         |  |
| ETR 470               | SBB                    | Pendolino  | Fiat Ferroviaria                                          | 200 km/h            | 200 km/h           | 1997-2014               |                  |  |
| ETR.500               | Trenitalia             |            | AnsaldoBreda Fiat Ferroviaria Tecnomasio Firema Trasporti | 250 km/h            | 300 km/h           | 1992-2007               | 321 km/h         |  |
| 0 Series Shinkansen   | JNR JR Central JR West | Shinkansen | Hitachi Kawasaki Kinki Sharyo Nippon Sharyo Kisha         | 220 km/h            | 220 km/h           | 1964-2008               |                  |  |
| 100 Series Shinkansen | JNR JR Central JR West | Shinkansen | Hitachi Kawasaki Kinki Sharyo Nippon Sharyo Tokyu Car     | 230 km/h            | 230 km/h           | 1985-2012               |                  |  |
| 200 Series Shinkansen | JNR JR East            | Shinkansen | Hitachi Kawasaki Kinki Sharyo Nippon Sharyo Tokyu Car     | 240 km/h            | 275 km/h           | 1982-2013               |                  |  |
| 300 Series Shinkansen | JR Central JR West     | Shinkansen | Hitachi Kawasaki Kinki Sharyo Nippon Sharyo               | 270 km/h            | 270 km/h           | 1992-2012               | 325.7 km/h       |  |
| 400 Series Shinkansen | JR East                | Shinkansen | Hitachi Kawasaki Tokyu Car                                | 240 km/h            | 240 km/h           | 1992-2010               | 345 km/h         |  |
| E1 Series Shinkansen  | JR East                | Shinkansen | Hitachi Kawasaki                                          | 240 km/h            | 240 km/h           | 1994-2012               |                  |  |
| V250                  | NS NMBS/SNCB           |            | AnsaldoBreda                                              | 250 km/h            | 250 km/h           | 2012-2013               |                  |  |